# Oria nervosa
Oria nervosa är en fjärilsart som beskrevs av Denis och Ignaz Schiffermüller. Oria nervosa ingår i släktet Oria och familjen nattflyn. Inga underarter finns listade i Catalogue of Life.